# Krassimir Anew
Krassimir Dimitrow Anew (bulgarisch Красимир Димитров Анев; englisch Krasimir Anev; * 16. Juni 1987 in Samokow) ist ein ehemaliger bulgarischer Biathlet. Er debütierte 2006 im Biathlon-Weltcup und gehörte dort bis zu seinem Karriereende 2020 zu den erfolgreichsten Vertretern seines Landes. 2019 gewann er den Europameistertitel im 20-Kilometer-Einzelrennen.

## Werdegang

### Erfolge im Nachwuchsbereich
Anew wuchs in Samokow als Sohn eines Soldaten und einer Lehrerin auf. Er begann 1997 in seiner Schulzeit mit dem Biathlonsport und wurde zu Beginn seiner Karriere von Diana Galewa trainiert. Als er 16 Jahre alt war, wurden bei ihm – anlässlich von Tests vor seiner Aufnahme in den Nationalkader – Herzprobleme festgestellt. Er setzte seine Laufbahn unter ärztlicher Betreuung fort und debütierte 2004 im Europacup der Junioren, wo er bis 2008 mit zunehmendem Erfolg antrat: Im März 2007 stand er in Haute-Maurienne erstmals auf dem Podest, in seiner letzten Saison als Nachwuchssportler gewann er ein Jahr später einen Sprint in Cesana. Bei den Welt- und Europameisterschaften seiner Altersklasse holte Anew mehrere Medaillen. In Bansko wurde er 2007 Junioren-Europameister im Einzel und EM-Zweiter in der Verfolgung hinter Dominik Landertinger. Im Jahr darauf gewann er in Nové Město na Moravě hinter Anton Schipulin Silber im Einzel sowie Bronze in der Verfolgung hinter Schipulin und Landertinger. Hinzu kamen bei den Junioren-Weltmeisterschaften im Sommerbiathlon 2007 zwei Titel im Sprint und in der Verfolgung auf Rollski sowie im Folgejahr eine Bronzemedaille in der Verfolgung.

### Ergebnisse im Weltcup und bei Großereignissen

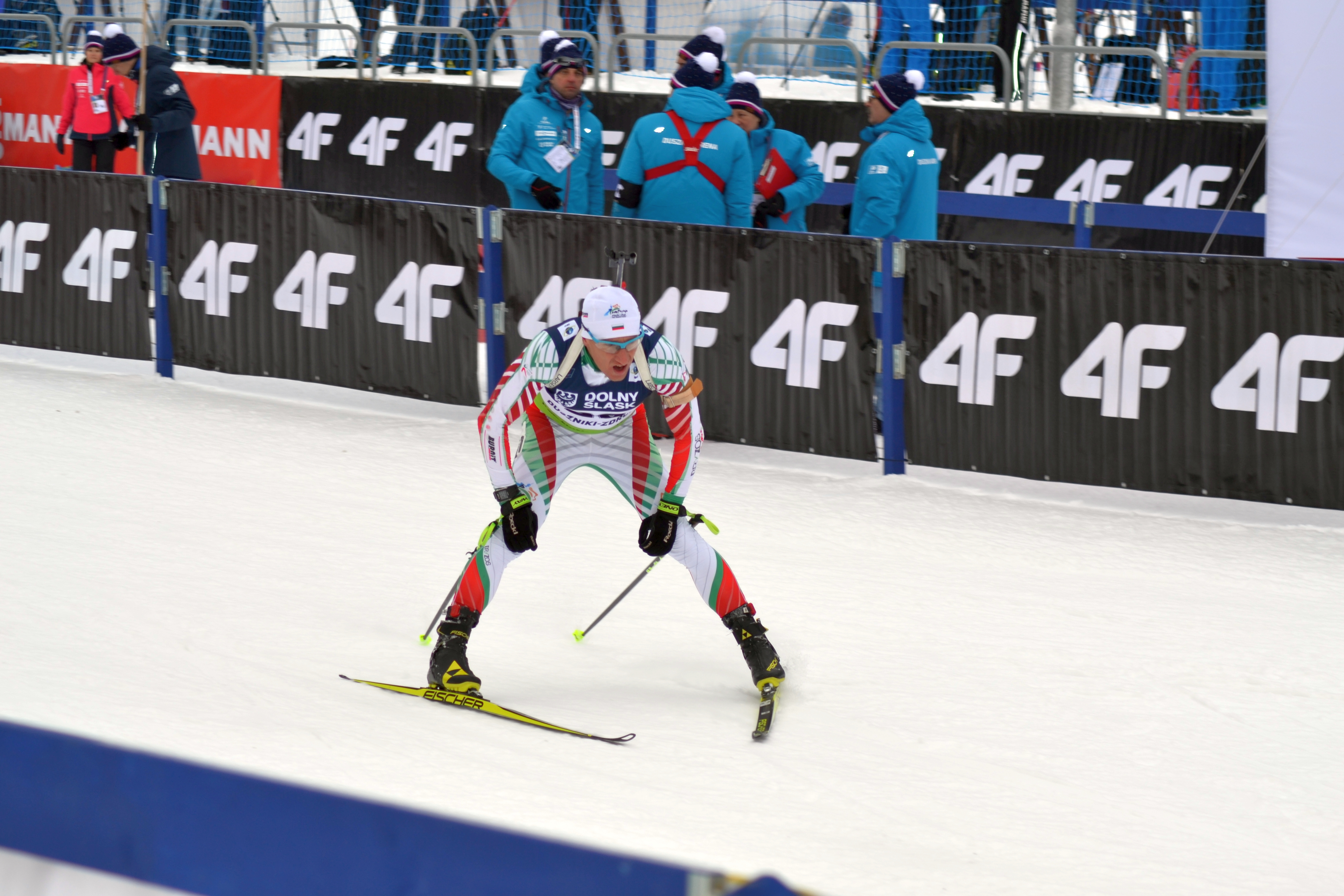
Anew beim Zieleinlauf des Einzels bei den Europameisterschaften 2017

Mit 19 Jahren und damit noch während seiner Zeit als Juniorensportler debütierte Anew im November 2006 in Östersund im Biathlon-Weltcup. An gleicher Stelle nahm er 2008 an den Weltmeisterschaften teil und platzierte sich mit Ergebnissen zwischen dem 38. und dem 56. Rang im mittleren Feld. Seine ersten Weltcuppunkte gewann er ein Jahr später bei der WM 2009 in Pyeongchang als 36. des Einzels und des Sprints. Anew etablierte sich in den folgenden Jahren im bulgarischen Weltcupteam, das – ausgestattet mit wesentlich geringeren finanziellen und personellen Mitteln als die konkurrierenden Mannschaften aus führenden Biathlon-Nationen – im internationalen Vergleich eine untergeordnete Rolle spielte. Neben dem fünf Jahre älteren Michail Kletscherow und dem etwa gleichaltrigen Wladimir Iliew war Anew einer der wenigen Bulgaren, die in den frühen 2010er-Jahren überhaupt Platzierungen unter den ersten 40 im Weltcup erreichten. Anews Stärke lag dabei insbesondere am Schießstand: Seine Trefferquoten von 85 % bis 90 % zählten während seiner aktiven Zeit ohne Unterbrechung zu den höchsten im Weltcup. Er gehörte zum Auftakt der Saison 2012/13 beim 20-Kilometer-Wettkampf von Östersund erstmals zu den besten Zehn eines Weltcuprennens und konnte solche Top-Ten-Platzierungen in den folgenden Jahren noch mehrmals (in insgesamt zwölf Wettkämpfen der höchsten Rennserie) erreichen. Das beste Weltcupergebnis Anews war ein vierter Platz beim Massenstart von Oberhof im Januar 2015: Im Zielsprint um Rang drei unterlag er Dmitri Malyschko um weniger als eine Sekunde. In den jeweiligen Gesamtklassements des Weltcups positionierte sich Anew zwischen 2010 und 2020 in zehn aufeinanderfolgenden Saisons zwischen Platz 26 (2016/17) und Platz 43 (2013/14). Nahezu durchgehend war er damit der bestplatzierte bulgarische Athlet.
Dreimal – 2010 in Vancouver, 2014 in Sotschi und 2018 in Pyeongchang – nahm Anew an Olympischen Winterspielen teil, verpasste dort aber jeweils klar ein Top-Ten-Ergebnis. Seine besten Platzierungen bei Weltmeisterschaften erreichte er 2017 in Hochfilzen: Im Sprint kam er ohne Schießfehler auf den sechsten Platz, traf auch in der Verfolgung 19 von 20 Schüssen und wurde Siebter. Internationale Medaillen gewann Anew bei den Europameisterschaften, bei denen er im Gegensatz zu vielen anderen Weltcupathleten regelmäßig antrat. Von 2011 bis 2018 holte er vier Silber- und vier Bronzemedaillen, ehe er 2019 in Minsk-Raubitschy mit 3,7 Sekunden Vorsprung auf Tarjei Bø Europameister im 20-Kilometer-Einzelrennen wurde.

### Rücktritt und Persönliches
Im Juni 2020 beendete Anew seine aktive Karriere als Biathlet und begründete seinen Rücktritt mit dem anhaltend schlechten Verhältnis zur Präsidentin des bulgarischen Biathlonverbandes Ekaterina Dafowska. Anew hatte zuvor bereits seit 2013 losgelöst von den Verbandsstrukturen mit seinem eigenen Betreuer Georgi Fartunow trainiert. Zwischen Anew und Dafowska war es seitdem schon mehrmals zu Konflikten um die von ihm als solche wahrgenommene mangelnde Wertschätzung seiner Leistung gekommen. Zudem erklärte er, mehr Zeit mit seiner 2017 geborenen Tochter verbringen zu wollen.
Als Hobby verfolgt Anew, Sportsoldat in der bulgarischen Armee, das Pistolenschießen und tritt als Sportschütze zu Amateurwettkämpfen an.

## Statistiken

### Biathlon-Weltcup-Platzierungen
Die Tabelle zeigt alle Platzierungen (je nach Austragungsjahr einschließlich Olympische Spiele und Weltmeisterschaften).
- 1.–3. Platz: Anzahl der Podiumsplatzierungen
- Top 10: Anzahl der Platzierungen unter den ersten zehn (einschließlich Podium)
- Punkteränge: Anzahl der Platzierungen innerhalb der Punkteränge (einschließlich Podium und Top 10)
- Starts: Anzahl gelaufener Rennen in der jeweiligen Disziplin
- Staffel: inklusive Mixed- und Single-Mixed-Staffeln

| Platzierung         | Einzel | Sprint | Verfolgung | Massenstart | Staffel | Gesamt |
| ------------------- | ------ | ------ | ---------- | ----------- | ------- | ------ |
| 1. Platz            |        |        |            |             |         |        |
| 2. Platz            |        |        |            |             |         |        |
| 3. Platz            |        |        |            |             |         |        |
| Top 10              | 4      | 5      | 2          | 1           | 9       | 21     |
| Punkteränge         | 25     | 52     | 41         | 17          | 67      | 202    |
| Starts              | 36     | 103    | 57         | 17          | 67      | 280    |
| Stand: Karriereende |        |        |            |             |         |        |

### Biathlon-Weltmeisterschaften
Ergebnisse bei Weltmeisterschaften:
| Weltmeisterschaft | Weltmeisterschaft | Einzelwettbewerbe | Einzelwettbewerbe | Einzelwettbewerbe | Einzelwettbewerbe | Staffelwettbewerbe | Staffelwettbewerbe | Staffelwettbewerbe |
| Jahr              | Ort               | Sprint            | Verfolgung        | Einzel            | Massenstart       | Herrenstaffel      | Mixedstaffel       | S.-M.-Staffel      |
| ----------------- | ----------------- | ----------------- | ----------------- | ----------------- | ----------------- | ------------------ | ------------------ | ------------------ |
| 2008              | Östersund         | 56.               | 51.               | 38.               | –                 | –                  | –                  |                    |
| 2009              | Pyeongchang       | 36.               | 45.               | 36.               | –                 | 11.                | –                  |                    |
| 2010              | Chanty-Mansijsk   |                   |                   |                   |                   |                    | 15.                |                    |
| 2011              | Chanty-Mansijsk   | –                 | –                 | 51.               | –                 | 16.                | –                  |                    |
| 2012              | Ruhpolding        | 52.               | DNS               | 19.               | –                 | 17.                | 22.                |                    |
| 2013              | Nové Město        | 11.               | 19.               | 37.               | –                 | 9.                 | 15.                |                    |
| 2015              | Kontiolahti       | 52.               | 49.               | 19.               | –                 | 16.                | 18.                |                    |
| 2016              | Oslo              | 34.               | 29.               | 12.               | 25.               | 13.                | 16.                |                    |
| 2017              | Hochfilzen        | 6.                | 7.                | 16.               | 12.               | 9.                 | –                  |                    |
| 2019              | Östersund         | 28.               | 39.               | 27.               | –                 | 9.                 | 21.                | –                  |
| 2020              | Antholz           | 30.               | 13.               | 18.               | 16.               | 11.                | –                  | –                  |

### Olympische Winterspiele
Ergebnisse bei Olympischen Winterspielen:
|                                             | Einzelwettbewerbe | Einzelwettbewerbe | Einzelwettbewerbe | Einzelwettbewerbe | Staffelwettbewerbe | Staffelwettbewerbe |
| Sprint                                      | Verfolgung        | Einzel            | Massenstart       | Herrenstaffel     | Mixedstaffel       |                    |
| ------------------------------------------- | ----------------- | ----------------- | ----------------- | ----------------- | ------------------ | ------------------ |
| Olympische Winterspiele 2010 \| Vancouver   | 25.               | 45.               | 25.               | –                 | 16.                |                    |
| Olympische Winterspiele 2014 \| Sotschi     | 48.               | 48.               | 35.               | –                 | 15.                | –                  |
| Olympische Winterspiele 2018 \| Pyeongchang | 37.               | 45.               | 25.               | –                 | 16.                | 17.                |